# Gesonia leucopos
Gesonia leucopos là một loài bướm đêm trong họ Noctuidae.